# ラドクリフ天文台

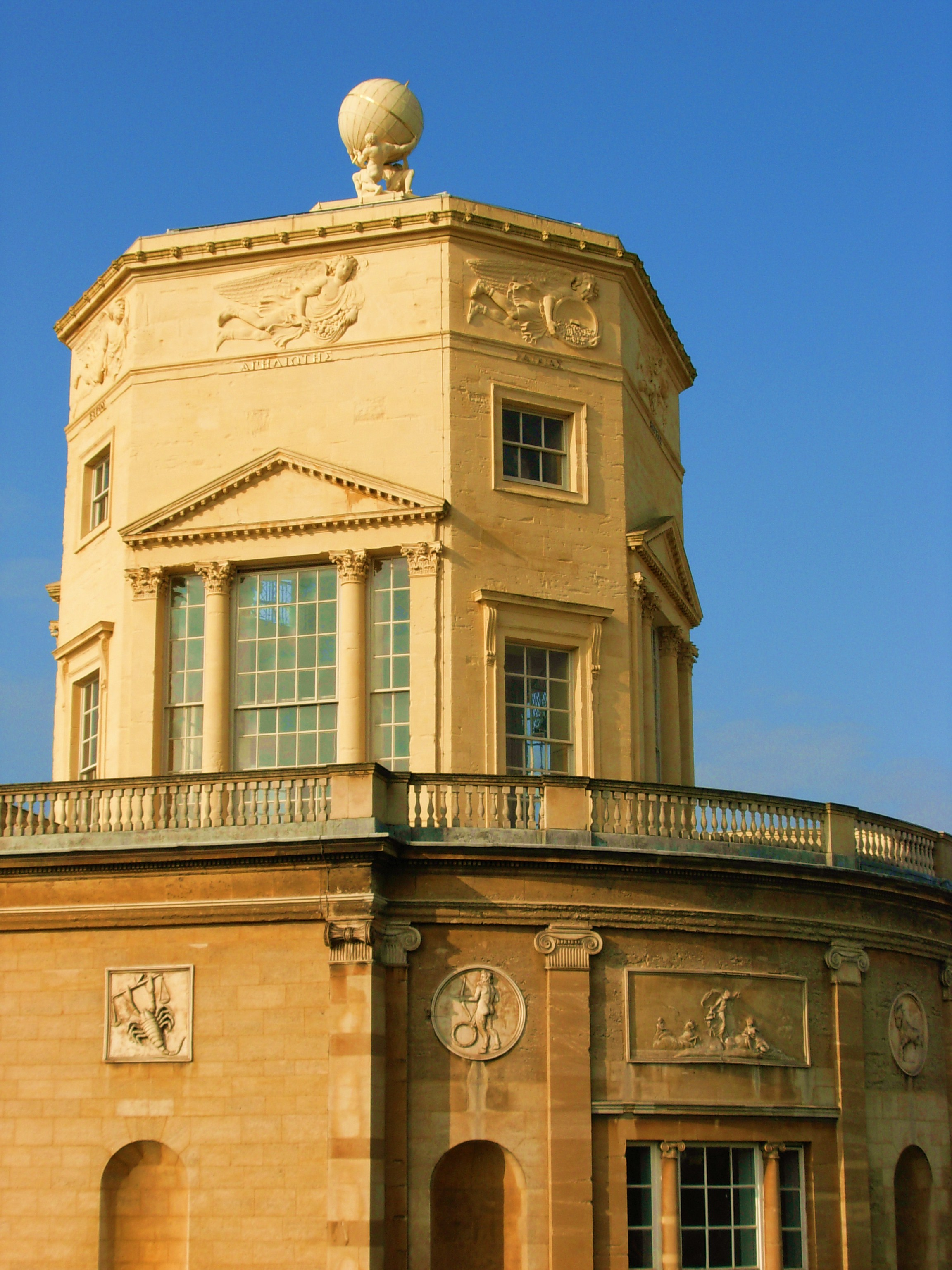
ラドクリフ天文台

ラドクリフ天文台（Radcliffe Observatory）はオックスフォード大学が運営した天文台である。1773年に設立され、1934年に観測環境が悪化し南アフリカに観測設備が移設されるまで使用された。建物は歴史的建造物（grade I listed building）に指定されている。
1769年に金星の日面通過を観測した、天文学教授（サヴィリアン教授職）のトーマス・ホーンズビーの提案で建設がされた。天文台の名は遺産が大学に基金として寄付された有名な医師ジョン・ラドクリフから命名されている
。ヘンリー・キーン（Henry Keene）の設計で1772年に建設が始められ、1794年にジェームズ・ワイアット（James Wyatt）の設計で完成された。アテネの「風の塔」がモチーフになっている。
1839年まで、サヴィリアン天文学教授職の教授が天文台の所長を務めたが、1839年に天文観測の経験がないジョージ・ジョンソン（George Henry Sacheverell Johnson）がサヴィリアン天文学教授職に任命されたので、天文台の所長職として Radcliffe Observerが設けられ、初代の所長にはマニェル・ジョン・ジョンソンが任じられた。オクスフォードの都市化やもともとの天候や観測条件が天体観測に適していないので、1939年に観測施設は南アフリカのPretoriaに移設され、1970年代に南アフリカ天文台（SAAO:South African Astronomical Observatory）に統合された。
建物はグリーン・テンプルトン・カレッジの施設として使用され、初期の観測機器はオクスフォードの科学史博物館に展示されている。

## 歴代所長（Radcliffe Observer）
- 1839年 マニュエル・ジョンソン (Manuel John Johnson)
- 1860年 ロバート・メイン (Robert Main )
- 1879年 エドワード・ジェームズ・ストーン (Edward James Stone)
- 1897年 アーサー・ランボート (Arthur Alcock Rambaut)
- 1924年 ハロルド・ノックス＝ショー (Harold Knox-Shaw)
- 1950年 デービッド・サッカレー (David Thackeray)